# Чиялетау
Чиялетау  — деревня в Лениногорском районе Татарстана. Входит в состав Новоиштерякского сельского поселения.

## География
Находится в южной части Татарстана на расстоянии приблизительно 36 км на запад-юго-запад по прямой от районного центра города Лениногорск на границе с Самарской областью.

## История
Основана в 1920-х годах.

## Население
Постоянных жителей было: в 1926 году — 62, в 1938—165, в 1949—176, в 1958—129, в 1970—121, в 1979 — 77, в 1989 — 31, в 2002 году 9 (татары 89 %), в 2010 году 26.